# Bragasellus incurvatus
Bragasellus incurvatus is een pissebed uit de familie Asellidae. De wetenschappelijke naam van de soort is voor het eerst geldig gepubliceerd in 1984 door Afonso.